# Cryptophleps cyplus
Cryptophleps cyplus är en tvåvingeart som beskrevs av Daniel J. Bickel 1996. Cryptophleps cyplus ingår i släktet Cryptophleps och familjen styltflugor. Inga underarter finns listade i Catalogue of Life.